# Pobreže
Pobreže (nemško Pubersdorf) je naselje v Občini Pokrče v Okraju Celovec-dežela na Koroškem v Avstriji.